# Камброн ле Рибекур
Камброн ле Рибекур (фр. Cambronne-lès-Ribécourt) насеље је и општина у североисточној Француској у региону Пикардија, у департману Оаза која припада префектури Компјењ.
По подацима из 2011. године у општини је живело 1969 становника, а густина насељености је износила 284,13 становника/km². Општина се простире на површини од 6,93 km². Налази се на средњој надморској висини од 79 метара (максималној 162 m, а минималној 32 m).

## Демографија
| 1962. | 1968. | 1975. | 1982. | 1990. | 1999. | 2011. |
| ----- | ----- | ----- | ----- | ----- | ----- | ----- |
| 1.050 | 1.393 | 1.725 | 1.873 | 1.879 | 1.970 | 1.969 |

График промене броја становника у току последњих година